# ETR 300
L'ETR 300 (ETR = Elettro Treno Rapido) de troisième génération, connu aussi sous le nom de Settebello est resté le fer de lance du matériel ferroviaire roulant italien durant plus de 30 ans, jusqu'à l'apparition des Fiat Pendolino.
Bien que cette rame ne soit pas classée parmi les trains à grande vitesse, au sens actuel du terme, elle succédait aux premières rames automotrices rapides construites au monde par Breda C.F., les ETR 200. Les rames ETR.300 peuvent être comparées aux nouvelles rames ETR 500 en ce qui concerne l'évolution constatée par rapport aux modèles précédents. Les rames "Settebello" furent utilisées sur la ligne entre Milan-Bologne-Florence-Rome.

## Histoire
Après la Seconde Guerre mondiale, l'Italie se relève péniblement des destructions et bombardements et le pays reconstruit son réseau ferroviaire. Le parc circulant des chemins de fer italiens, Ferrovie dello Stato, était sérieusement réduit et ses fameux ETR 200 étaient quasiment inutilisables et devaient être reconstruits.
Les FS lancèrent un plan de reconstruction des matériels endommagés, mais également un vaste plan de développement du parc avec du matériel de nouvelle génération de trains de luxe. Le 21 novembre 1952 le constructeur Breda C.F. de Sesto San Giovanni présenta la nouvelle rame « ETR 300 ».
Durant la construction de la nouvelle rame, pour préserver le secret industriel, les ouvriers surnommèrent le train "Settebello", le nom d'une carte fétiche d'un fameux jeu de cartes italien « scopa ». Le nom fut ensuite dévoilé à la presse et adopté officiellement. À cette époque il était courant de baptiser les motrices c'est pourquoi le nom Settebello sera peint sur le flanc du train avec la carte correspondante.

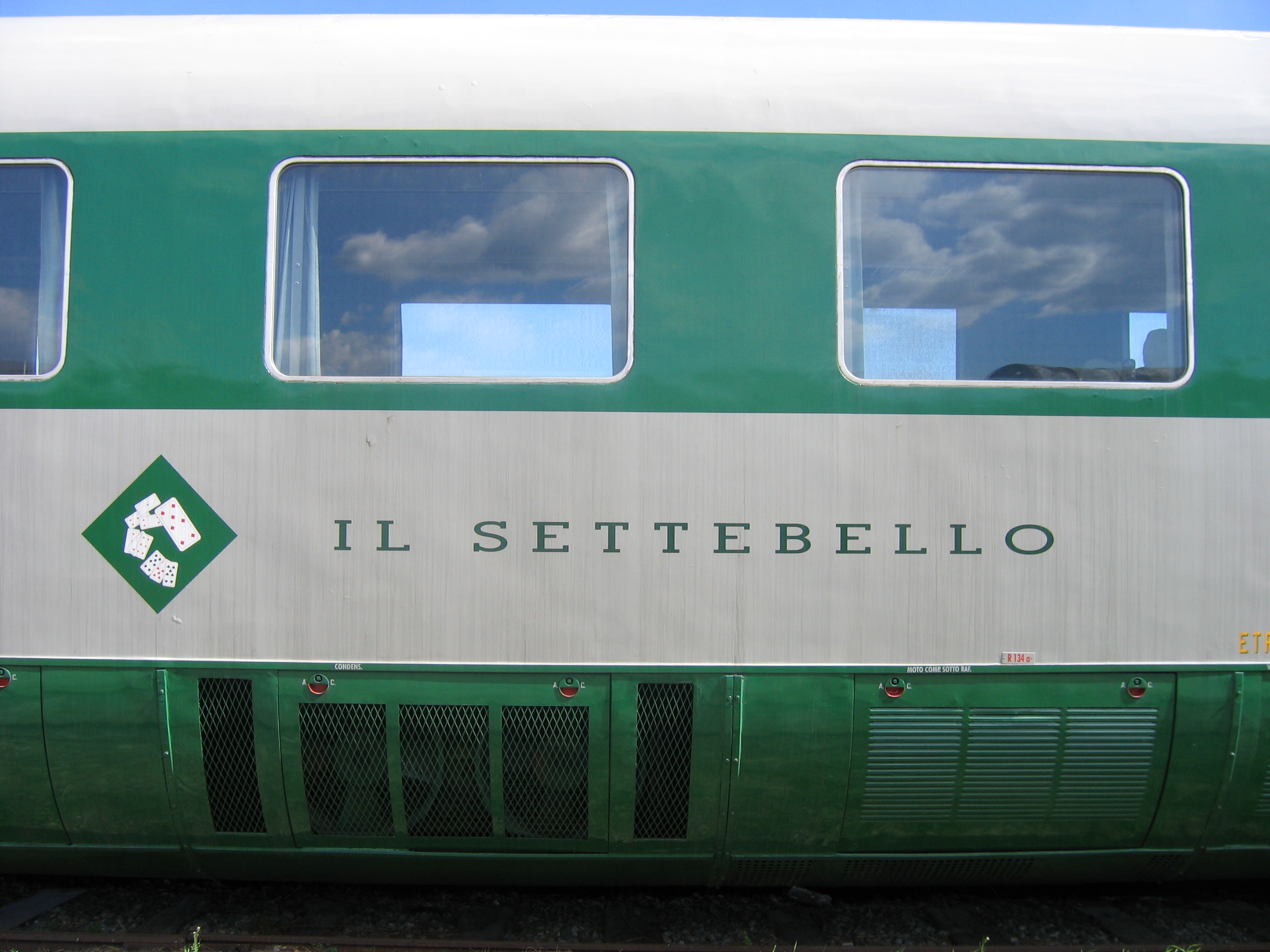
Logo et motoconvertisseurs de l'ETR 300 Settebello

La commande de base de huit rames fut ensuite réduite à seulement trois exemplaires, en raison du coût élevé de ces rames et de la concurrence des rames ETR 250 Arlecchino, construites sur le même modèle que le Settebello mais ne comprenant que quatre caisses.
Le premier exemplaire, l'ETR 301, fut livré en 1952 pour les tests et sa certification par les FS. Le constructeur Breda C.F. livra le second exemplaire en mars 1953, tandis que la livraison du  troisième sera décalée, à la demande des FS, au 14 février 1959, pour l'Expo "Italia 61" de Turin, où il fit l'admiration des visiteurs avec ses formes élégantes et novatrices même 10 ans après sa présentation.

L'ETR.300 Settebello était une rame unique au monde grâce à ses solutions techniques révolutionnaires et sa ligne très novatrice, digne du meilleur design italien qui, depuis le début des années 1950, faisait l'admiration du monde entier. Les deux extrémités étaient bombées, une forme inspirée des premiers avions longs courriers, occupées par une fenêtre panoramique, qui offrait au salon de onze places une vue impressionnante. Le poste de pilotage était placé au-dessus de l'étage des passagers, légèrement en retrait, offrait une vue complète au mécanicien. 
Une attention particulière avait conduit à des suspensions primaires des bogies à ressorts avec des suspensions secondaires hydrauliques et des éléments anti-vibratiles. 
Toutes les voitures comportaient des salons de dix places, avec des fauteuils inclinables et orientables. La conception des aménagements intérieurs a été confiée à de grands noms du design italien, les architectes Gio Ponti et Giulio Minoletti. La rame fixe comportait sept voitures, avec deux éléments d'extrémité et une voiture restaurant de luxe. Les passagers disposaient de téléphones.

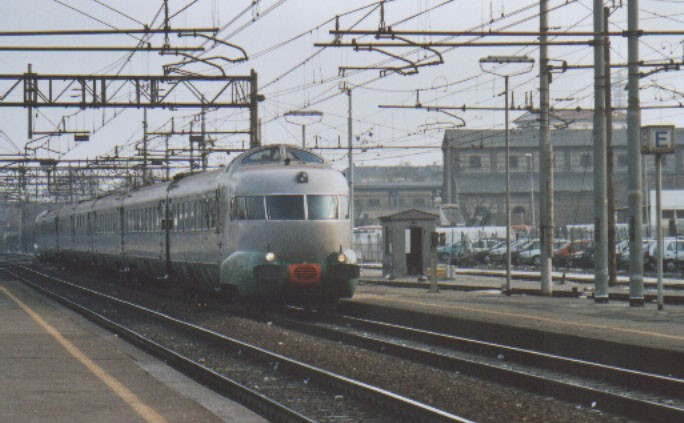
ETR302 à Plaisance.

L'ETR 300 disposait de 12 moteurs développant une puissance globale de 2600 kW, soit plus du double de l'ancien ETR 200, sa vitesse commerciale était de 200 km/h, et parcourait le trajet de Milan à Rome en 5 h 45, à la moyenne de 110 km/h sur une voie ancienne avec les nombreuses gares desservies et le parcours limité à 110 km/h sur les 145 premiers kilomètres et le franchissement des Apennins. Sur le plus long tronçon sans arrêt italien entre Rome et Florence, le Settebello faisait valoir toute sa puissance et sa vitesse. 
La vitesse commerciale moyenne sur le trajet Milan-Rome s'élèvera à 135,5 km/h en 1958.
Dans les années 1960, les rames ETR 300 recevront de nouveaux moteurs plus puissants qui augmenteront la vitesse commerciale de 28 %.
Le « Settebello » restera le meilleur du matériel roulant italien au point que le 26 mai 1974 il fut admis dans le cercle très limité des trains TEE avec le matricule TEE-68/69 et le nom TEE Settebello.
La construction des nouvelles voitures de voyageurs « Grand Comfort » des trains italiens internationaux mettra fin à la suprématie des rames ETR.300 qui seront reclassées en rames rapides régionales à partir du 3 juin 1984 sur les trajets entre Milan, Florence et Venise.
La dernière rame ETR 300 a été retirée du service en 1992. Cette rame ETR 302 a été entièrement restaurée pour être utilisée en représentation exclusive. Elle est rattachée au dépôt d'Ancone.
Les rames ETR 300 ont été remplacées par les fameuses rames ETR 450 Pendolino construites par Fiat Ferroviaria.
Un exemplaire va être restauré par la fondation des chemins de fer italiens 